# After the Ball (film fra 1924)
After the Ball er en amerikansk stumfilm fra 1924 af Dallas M. Fitzgerald.

## Medvirkende
- Gaston Glass som Arthur Trevelyan
- Miriam Cooper som Lorraine Trevelyan
- Tom Guise som Mark Trevelyan
- Robert Frazer
- Edna Murphy
- Eddie Gribbon